# Вепперсдорф
Вепперсдорф (нім. Weppersdorf) — ярмаркова громада округу Оберпуллендорф у землі Бургенланд, Австрія.
Вепперсдорф лежить на висоті  315 м над рівнем моря і займає площу  24,74 км². Громада налічує 1828 мешканців. 
Густота населення 74/км².  
|                                      |
| Вепперсдорф на мапі округу та землі. |

Бургомістом міста є Еріх Цвайлер від Соціал-демократичної партії Австрії. Адреса управління громади: Hauptstraße 104, 7331 Weppersdorf. 

## Демографія
Історична динаміка населення міста за даними сайту Statistik Austria

## Галерея

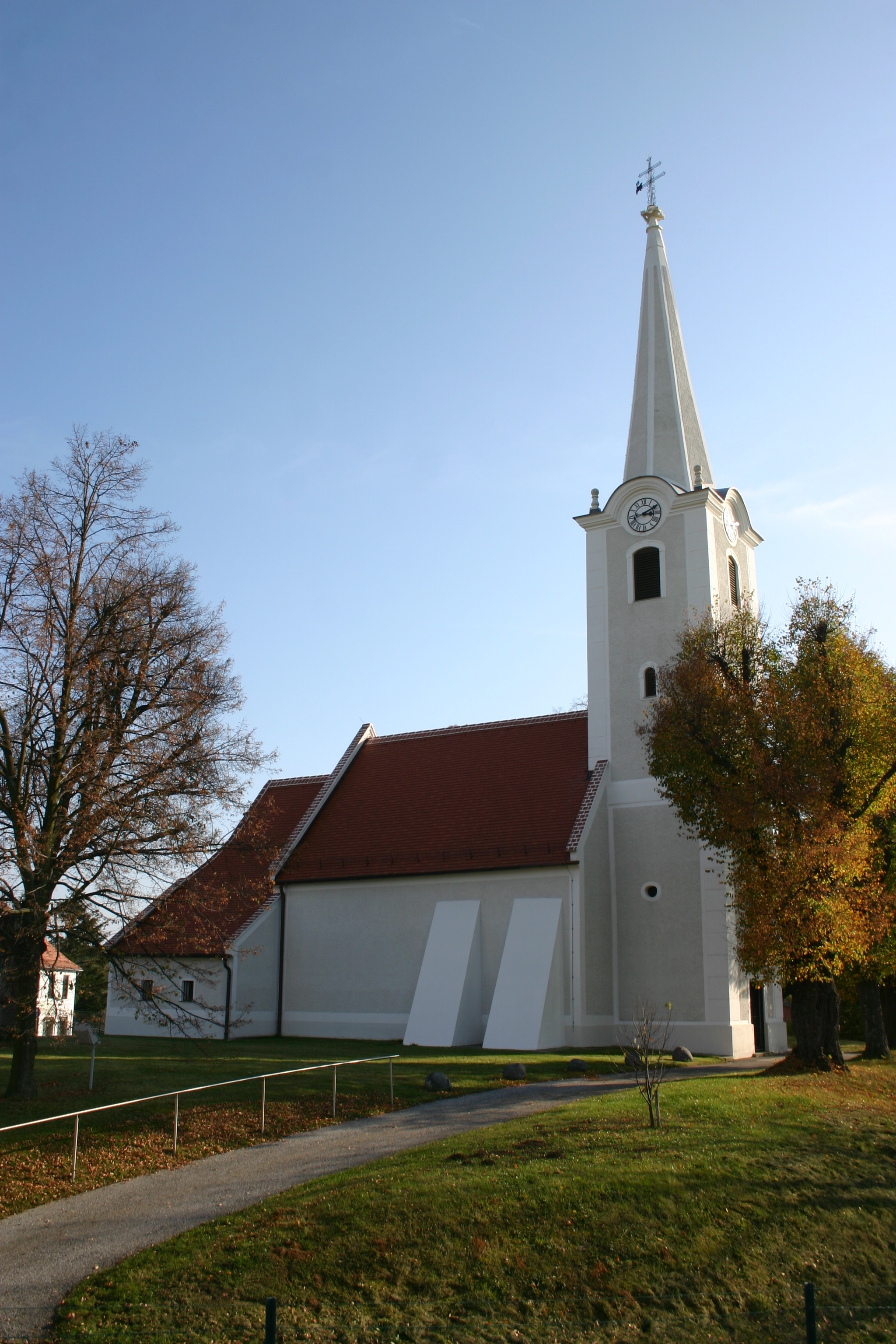
Католицька церква
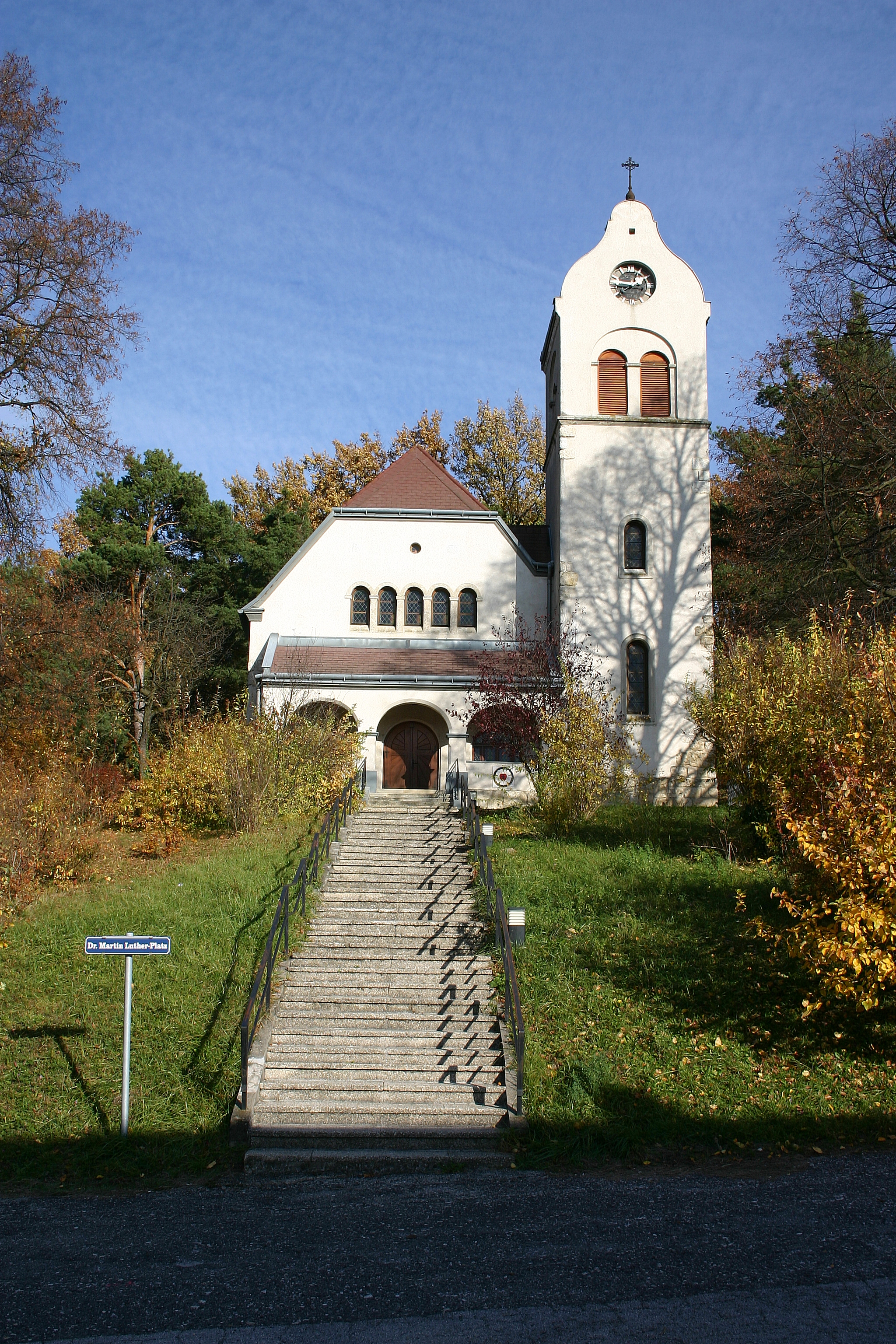
Євангелістська церква
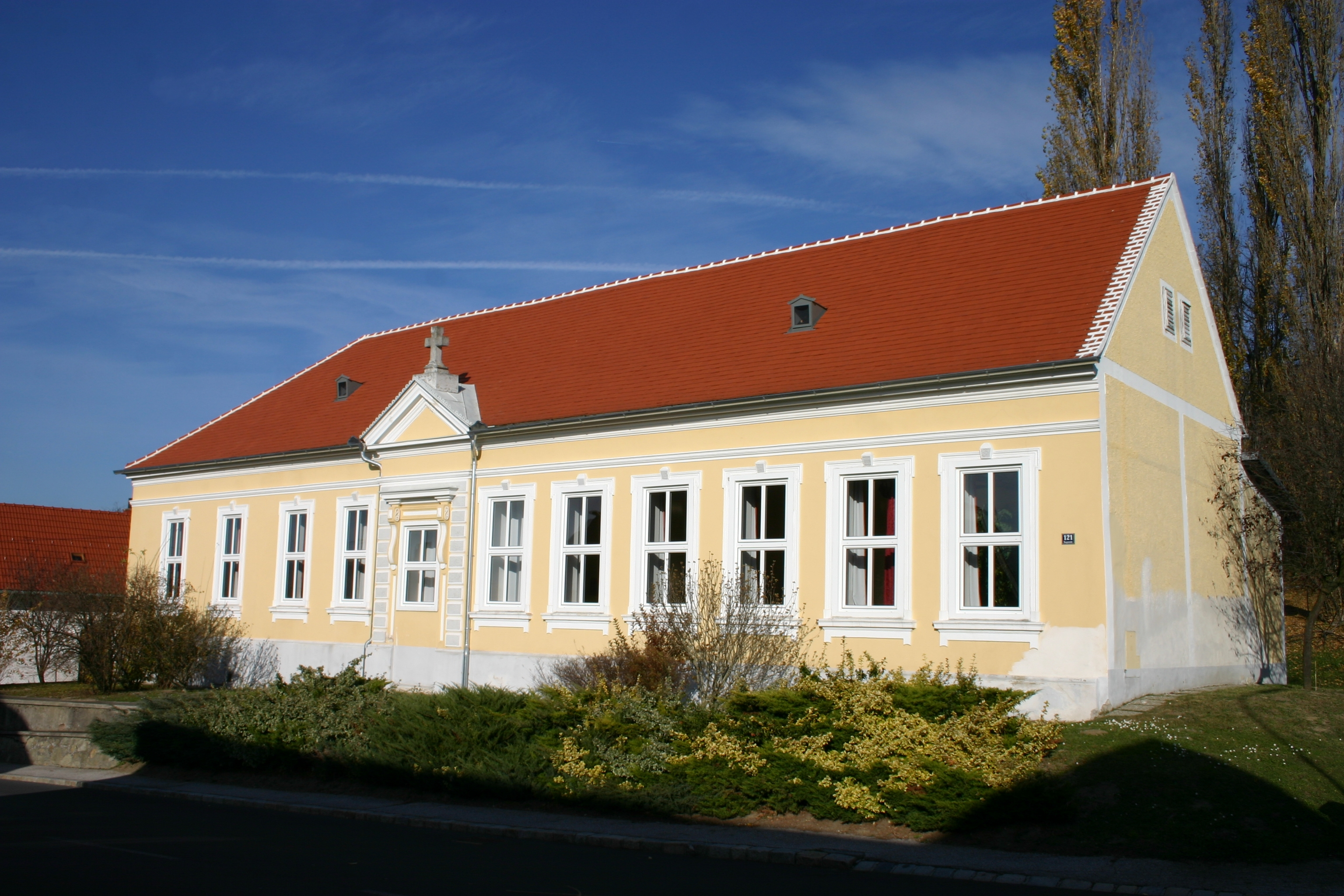
Євангелістська школа

## Виноски
1. ↑  Dauersiedlungsraum der Gemeinden Politischen Bezirke und Bundesländer - Gebietsstand 1.1.2018 — Статистичне управління Австрії.
2. ↑  Einwohnerzahl 1.1.2018 nach Gemeinden mit Status, Gebietsstand 1.1.2018 — Статистичне управління Австрії.
3. ↑  www.weppersdorf.at. Архів оригіналу за 29 березня 2022. Процитовано 29 березня 2022.
4. ↑  Gemeindedaten von Weppersdorf. Архів оригіналу за 29 вересня 2007. Процитовано 4 листопада 2013.

| Австрія | Це незавершена стаття з географії Австрії. Ви можете допомогти проєкту, виправивши або дописавши її. |